# 然布雷德
然布雷德（法語：Gimbrède，法語發音：[ʒɛ̃bʁɛd]）是法国热尔省的一个市镇，位于该省北部偏东，和洛特-加龙省接壤，属于孔东区和热尔洛马涅市镇公共社区。

## 地理
然布雷德（44°2'23"N, 0°43'6"E）面积24.98 平方千米，位于法国奧克西塔尼大區热尔省，该省份为法国西南部内陆省份，北起顺时针与洛特-加龙省、塔恩-加龙省、上加龙省、上比利牛斯省、大西洋比利牛斯省和朗德省接壤。
与然布雷德接壤的市镇（或旧市镇、城区）包括：迪讷、锡斯泰勒、阿斯塔福尔、屈克、米拉杜、圣梅尔、桑佩塞尔。
然布雷德的时区为UTC+01:00、UTC+02:00（夏令时）。

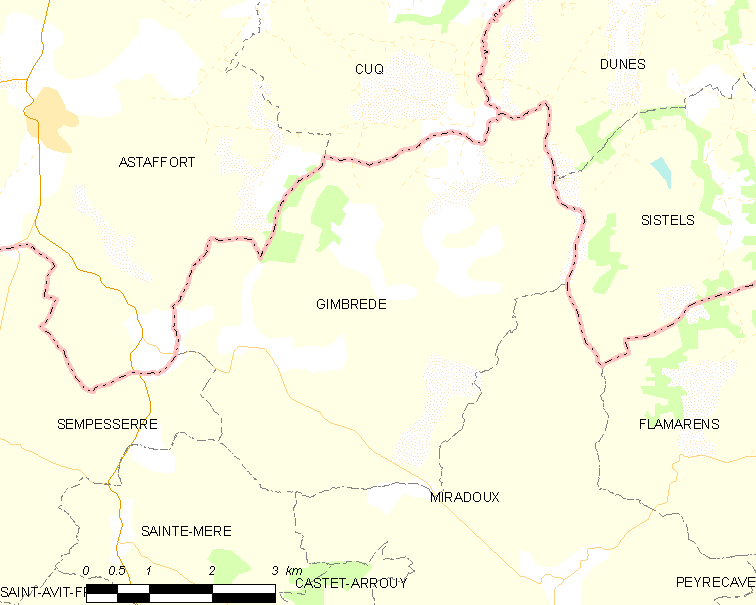
然布雷德的OSM定位图

## 行政
然布雷德的邮政编码为32340，INSEE市镇编码为32146。

## 政治
然布雷德所属的省级选区为莱克图尔-洛马涅县。

## 交通
热尔省省道D19线和D245线经过然布雷德境内。

## 人口

1962-2008年间然布雷德人口变化图示

然布雷德于2022年1月1日时的人口数量为285人。